# Oksfordski rečnik engleskog jezika
Oksfordski engleski rečnik (engl. Oxford English Dictionary, OED) je vodeći istorijski rečnik engleskog jezika, koji je objavila izdavačka kuća Oksfordska univerzitetska štampa (engl. Oxford University Press, OUP). On prati istorijski razvoj engleskog jezika, pružajući sveobuhvatan resurs naučnicima i akademskim istraživačima, a isto tako opisuje upotrebe u njegovim mnogobrojnim varijacijama širom sveta. Drugo izdanje, koje sačinjava 21.728 stranica u 20 tomova, objavljeno je 1989. godine.
Rad na rečniku je započeo 1857. godine, ali tek 1884. godine je počeo da se objavljuje u vidu neukoričenih izdanja dok je rad nastavljen na projektu, pod nazivom Novi engleski rečnik o istorijskim principima; Osnovan uglavnom na materijalima koje je sakupilo Filološko društvo. Godine 1895. naslov Oksfordski engleski rečnik prvi put je nezvanično korišten na koricama ove serije, a 1928. ceo rečnik je ponovo objavljen u deset ukoričenih tomova. Godine 1933, naslov Oksfordski engleski rečnik je u potpunosti zamenio nekadašnje ime u svim pojavljivanjima u njegovom ponovnom štampanju u vidu dvanaest tomova sa jednim dopunskim tomom. Više dodataka je formirano tokom godina do 1989. godine, kada je objavljeno drugo izdanje. Od 2000. godine u toku je sastavljanje trećeg izdanja rečnika, od čega je približno polovina kompletirana.
Prva elektronska verzija rečnika postala je dostupna 1988. godine. Internet verzija je dostupna od 2000. godine, a od aprila 2014. mesečno je imala preko dva miliona poseta. Treće izdanje rečnika najverovatnije će se pojaviti samo u elektronskom obliku: izvršni direktor Oksfordske univerzitetske štampe izjavio je da je malo verovatno da će ikada biti štampan.

## Istorijska priroda
Kao istorijski rečnik, Oksfordski engleski rečnik objašnjava reči pokazujući njihov razvoj, a ne samo njihovu današnju upotrebu. Stoga, on pokazuje definicije redosledom kojim je smisao te reči počeo da se koristi, uključujući značenja reči koja se više ne koriste. Svaka definicija je prikazana sa brojnim kratkim navodima za upotrebu; u svakom slučaju, prvi navod pokazuje prvi zabeleženi primer reči koga su urednici svesni, a u slučaju reči i značenja koji više nisu u upotrebi, poslednji navod je poslednja poznata zabeležena upotreba. To omogućava čitaocu da stekne približan osećaj za vremenski period u kojem je data reč korištena, a dodatni citati pomažu čitaocu da dokuči informacije o tome kako je reč korištena u kontekstu, mimo bilo kojeg objašnjenja koje mogu da pruže urednici rečnika.
Format OED unosa je uticao na brojne druge istorijske leksikografske projekte. Preteče OED-a, poput ranih tomova rečnika Deutsches Wörterbuch, u početku su pružali mali broj citata iz ograničenog broja izvora, dok su urednici OED-a preferirali veće grupe prilično kratkih citata iz širokog izbora autora i publikacija. To je uticalo na kasnija izdanja ovog i drugih leksikografskih dela.

## Literatura
- Willinsky, John (1995), Empire of Words: The Reign of the Oxford English Dictionary (hardcover), Princeton University Press, ISBN 978-0-691-03719-6
- Green, Jonathon; Cape, Jonathan (1996), Chasing the Sun: Dictionary Makers and the Dictionaries They Made (hardcover), ISBN 978-0-224-04010-5
- Winchester, Simon (1998), „The Professor and the Madman: A Tale of Murder, Insanity, and the Making of the Oxford English Dictionary”, Bulletin of the World Health Organization (hardcover), Harper Collins, 79 (6): 579, ISBN 978-0-06-017596-2, PMC 2566457
- Winchester, Simon (2003), The Meaning of Everything: The Story of the Oxford English Dictionary (hardcover), Oxford University Press, ISBN 978-0-19-860702-1
- Gilliver, Peter; Marshall, Jeremy; Weiner, Edmund (2006), The Ring of Words: Tolkien and the Oxford English Dictionary (hardcover), Oxford University Press, ISBN 978-0-19-861069-4
- Brewer, Charlotte (2007), Treasure-House of the Language: the Living OED (hardcover), Yale University Press, ISBN 978-0-300-12429-3.
- Ogilvie, Sarah (2013), Words of the World: a global history of the Oxford English Dictionary (hardcover), Cambridge University Press, ISBN 978-1107605695.
- Kite, Lorien (15 November 2013), "The evolving role of the Oxford English Dictionary", Financial Times (online edition).
- Gilliver, Peter (2016), The Making of the Oxford English Dictionary (hardcover), Oxford University Press, ISBN 978-0-199-28362-0.

## Spoljašnje veze
- Zvanični veb-sajt
- Simon Winchester (27. 5. 2007). „History of the Oxford English Dictionary”. TVOntario (Подкест). Big Ideas. Архивирано из оригинала 16. 2. 2008. г. Приступљено 1. 12. 2007.
- Fiona McPherson (Senior Editor of OED) (2013). The Oxford English Dictionary: From Victorian venture to the digital age endeavour (mp4).

### 1. izdanje
Internetska arhiva
1888–1933 izdanje
| Tom  | Godina | Slova   | Veze |
| ---- | ------ | ------- | ---- |
| 1    | 1888   | A, B    |      |
| 2    | 1893   | C       |      |
| 3    | 1897   | D, E    |      |
| 3p1  | 1897   | D       |      |
| 4    | 1901   | F, G    |      |
| 5    | 1901   | H–K     |      |
| 5p1  | 1901   | H       |      |
| 5p2  | 1901   | I, J, K |      |
| 6p1  | 1908   | L       |      |
| 6p2  | 1908   | M, N    |      |
| 7    | 1909   | O, P    |      |
| 8p1  | 1914   | Q, R    |      |
| 8p2  | 1914   | S–Sh    |      |
| 9p1  | 1919   | Si–St   |      |
| 9p2  | 1919   | Su–Th   |      |
| 10p1 | 1926   | Ti–U    |      |
| 10p2 | 1928   | V–Z     |      |
| Sup. | 1933   | A–Z     |      |
1933 korigovano ponovno izdanje
| Tom  | Slova   | Veze |
| ---- | ------- | ---- |
| 1    | A–B     |      |
| 2    | C       |      |
| 3    | D–E     |      |
| 4    | F–G     |      |
| 5    | H–K     |      |
| 6    | L–M     |      |
| 7    | N–Poy   |      |
| 8    | Poy–Ry  |      |
| 9    | S–Soldo |      |
| 10   | Sole–Sz |      |
| 11   | T–U     |      |
| 12   | V–Z     |      |
| Sup. | A–Z     |      |
- Pojedinačni tomovi (dostupni samo u SAD):